# Octopus maya
Il polpo messicano (Octopus maya G.L. Voss & Solís, 1966) è un mollusco cefalopode della famiglia Octopodidae.
È una specie di elevato interesse commerciale e sottoposto a pesca intensiva; è usuale trovarlo già eviscerato nel reparto dei congelati nella grande distribuzione organizzata.

## Descrizione
Corpo di colore grigiastro. Lungo fino a 130 centimetri. Peso fino a 5 kg.

## Distribuzione e habitat
Oceano Atlantico.